# جيف براونينج
جيف براونينج (بالإنجليزية: Jeff Browning)‏ هو عداء ألتراماراثون ‏ أمريكي، ولد في 1 أغسطس 1971 في كارولتون في الولايات المتحدة.

## وصلات خارجية
- الموقع الرسمي
- جيف براونينج على موقع الاتحاد الألماني للألترا ماراثون (الإنجليزية)
- جيف براونينج على موقع الرابطة الدولية لركض المسار (الإنجليزية)